# Vinh
Vinh je město ve Vietnamu se zhruba půl milionem obyvatel. Je hlavním městem provincie Nghe An a má postavení „města první kategorie“. Nachází se na řece Ca nedaleko jejího ústí do Tonkinského zálivu, od hlavního města Hanoje je vzdálen 300 km.
Město bylo založeno jako Ke Van, současný název nese od roku 1789. Vinh zažil povstání proti francouzské koloniální nadvládě i bombardování za vietnamské války, proto se zde nezachovalo mnoho památek. Poválečná rekonstrukce proběhla v duchu sovětské architektury. Nedaleko se nachází Hoàng Trù, rodná vesnice Ho Či Mina s muzeem. Častým cílem turistů jsou také ostrovy Hon Ngu a národní park Pù Mát. Dominantou města je hora Dung Quyet s královským chrámem, jejíž vrchol nabízí daleké výhledy do kraje.
Vinh je střediskem energetiky, textilního a chemického průmyslu. Je také významným dopravním uzlem na severojižní železnici, nachází se zde mezinárodní letiště Vinh, založené v roce 1937 a rekonstruované v roce 2015. Nedaleké Cửa Lò je známé obchodním přístavem a plážemi. Vysokoškolské vzdělání poskytuje Vinhská univerzita, založená v roce 1959. 